# Inhibición mixta
Inhibición mixta se refiere a la combinación de dos tipos reversibles de inhibición enzimática, la inhibición competitiva y la inhibición no competitiva. El término mixta se usa cuando el inhibidor se puede unir tanto a la enzima libre como al complejo enzima-sustrato. En la inhibición mixta el inhibidor se une a un lugar distinto del sitio activo en el que se une el sustrato.
Matemáticamente, la inhibición mixta ocurre cuando ambos factores alfa y alfa-primo (introducidos en la ecuación de Michaelis-Menten representando la inhibición competitiva y no-competitiva respectivamente) están presentes (son mayores que la unidad).
En un caso especial de inhibición mixta, los factores alfa y alfa-primo son iguales, entonces ocurre la inhibición no competitiva.
Con este tipo de inhibición Km depende de la afinidad del inhibidor a unirse a E o a ES y Vmax decrece.